# 布拉拜公立国家自然公园
布拉拜国家公园，全称“布拉拜公立国家自然公园”（羅馬化：«Býrabaı» memlekettik ulttyq tabiǵi parki）是哈萨克斯坦阿克莫拉州布拉拜区的一处自然公园。因该公园属于自然保护区，所以在公园的保护区内不被允许进行经济与休闲活动。哈萨克斯坦总统对该公园有直属管辖权。

## 图册

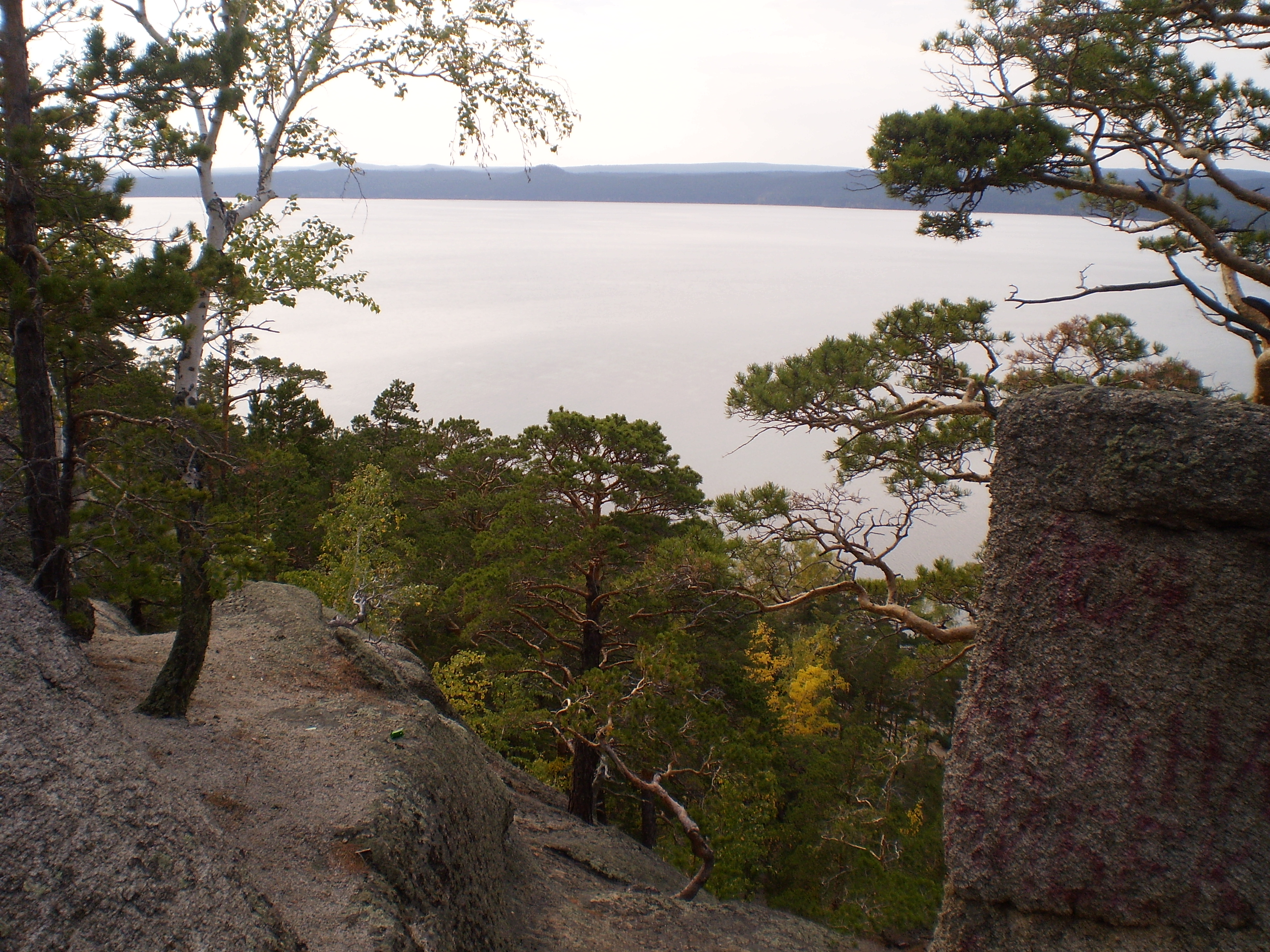
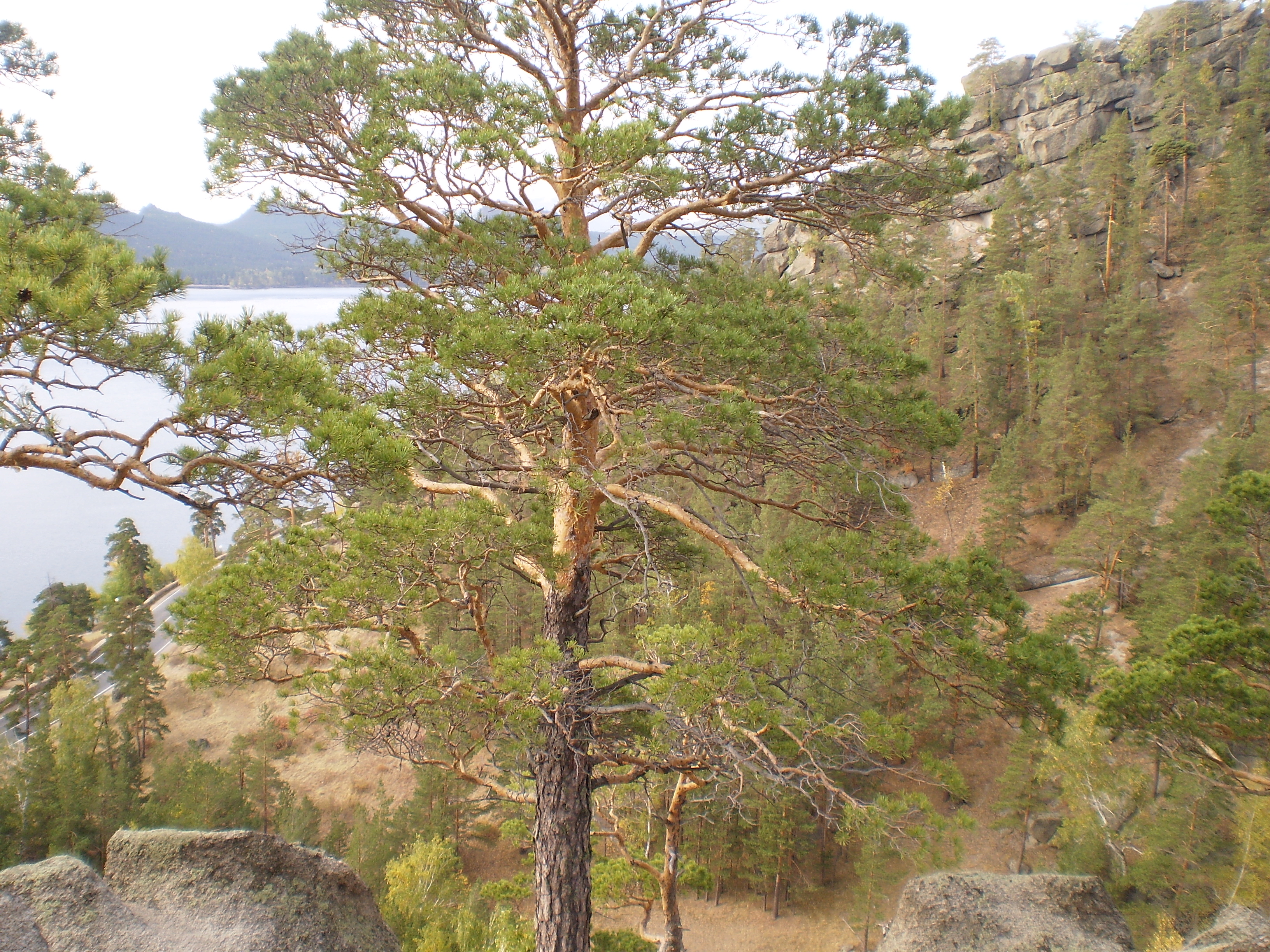
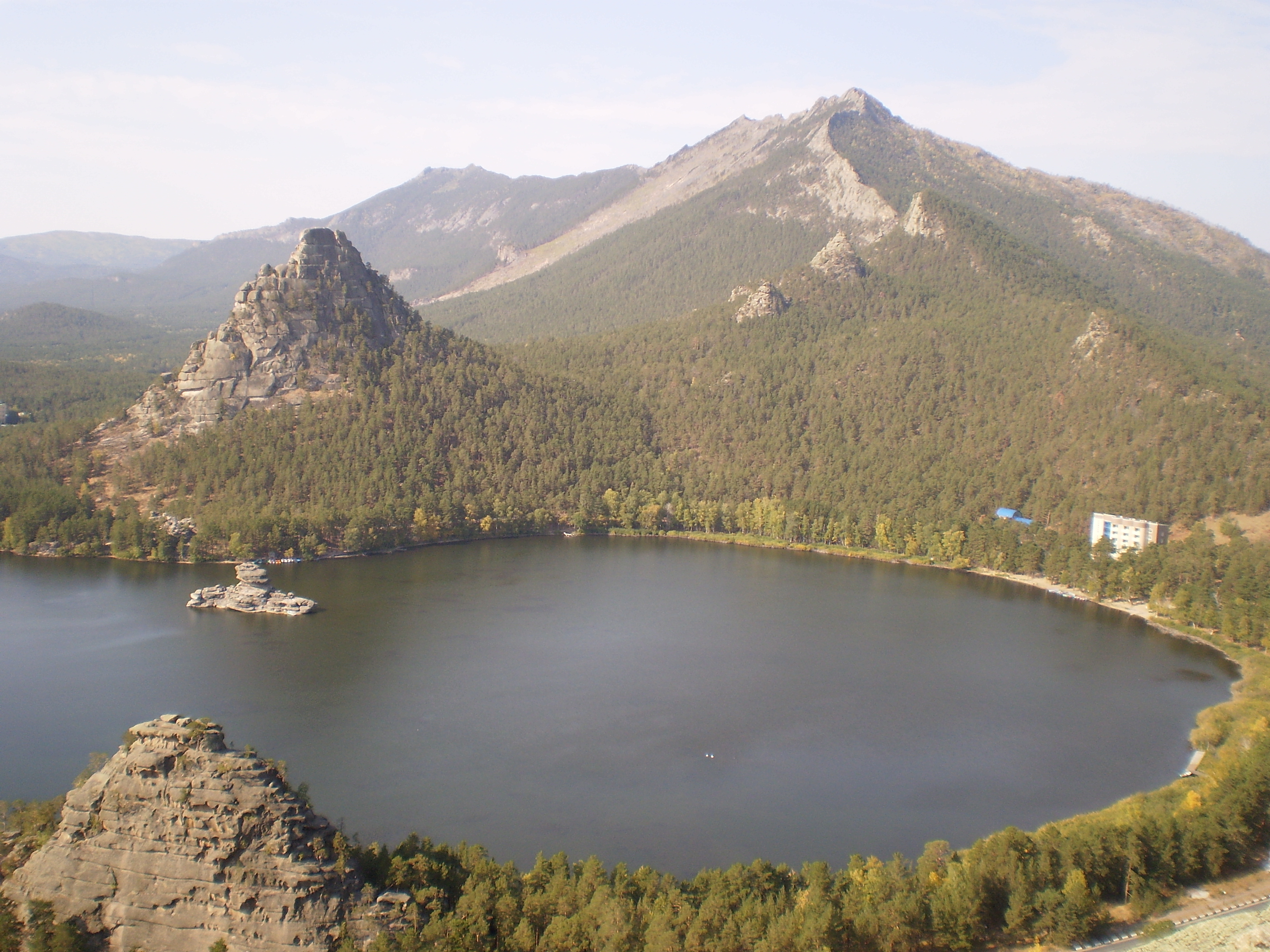
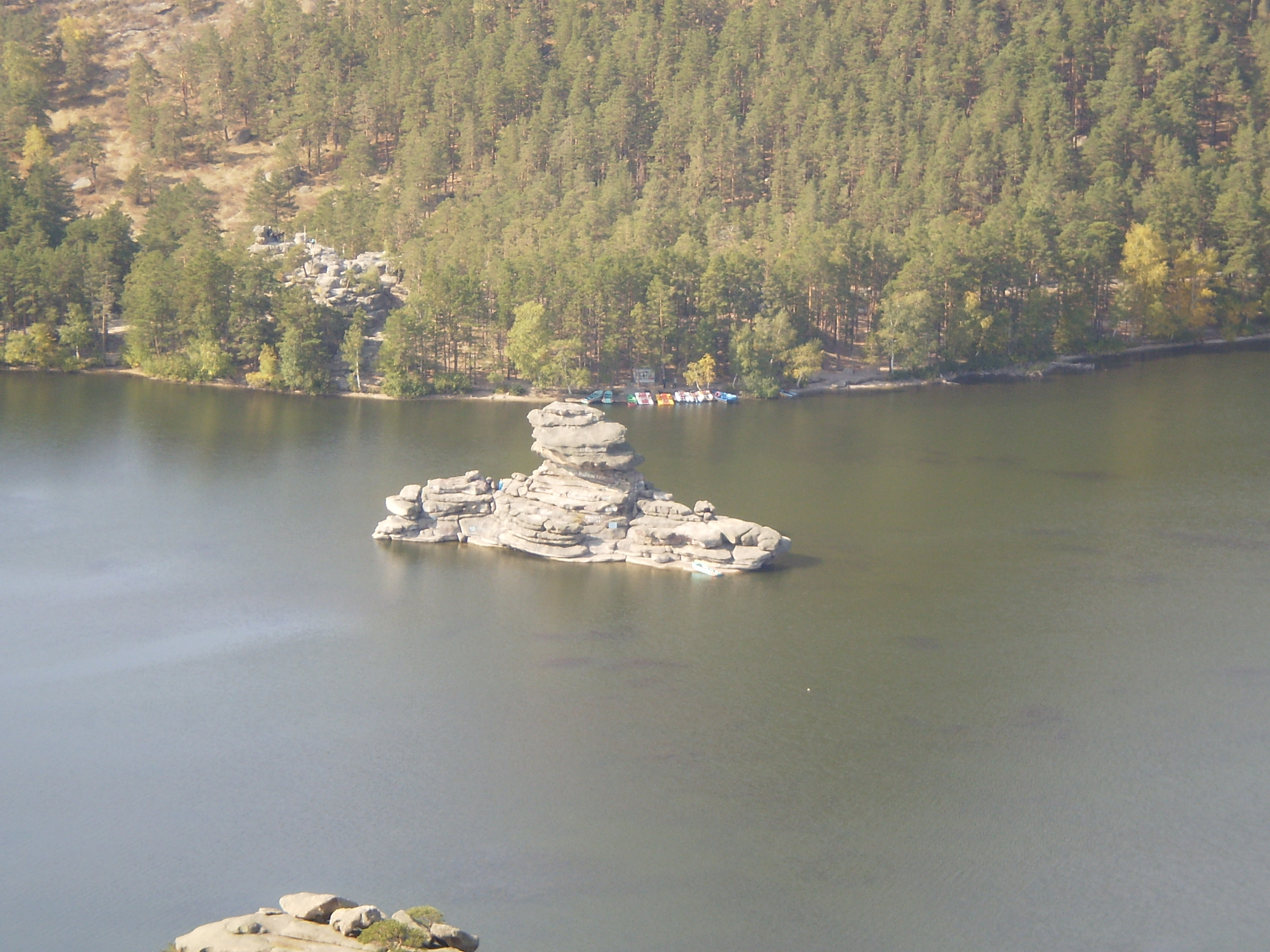
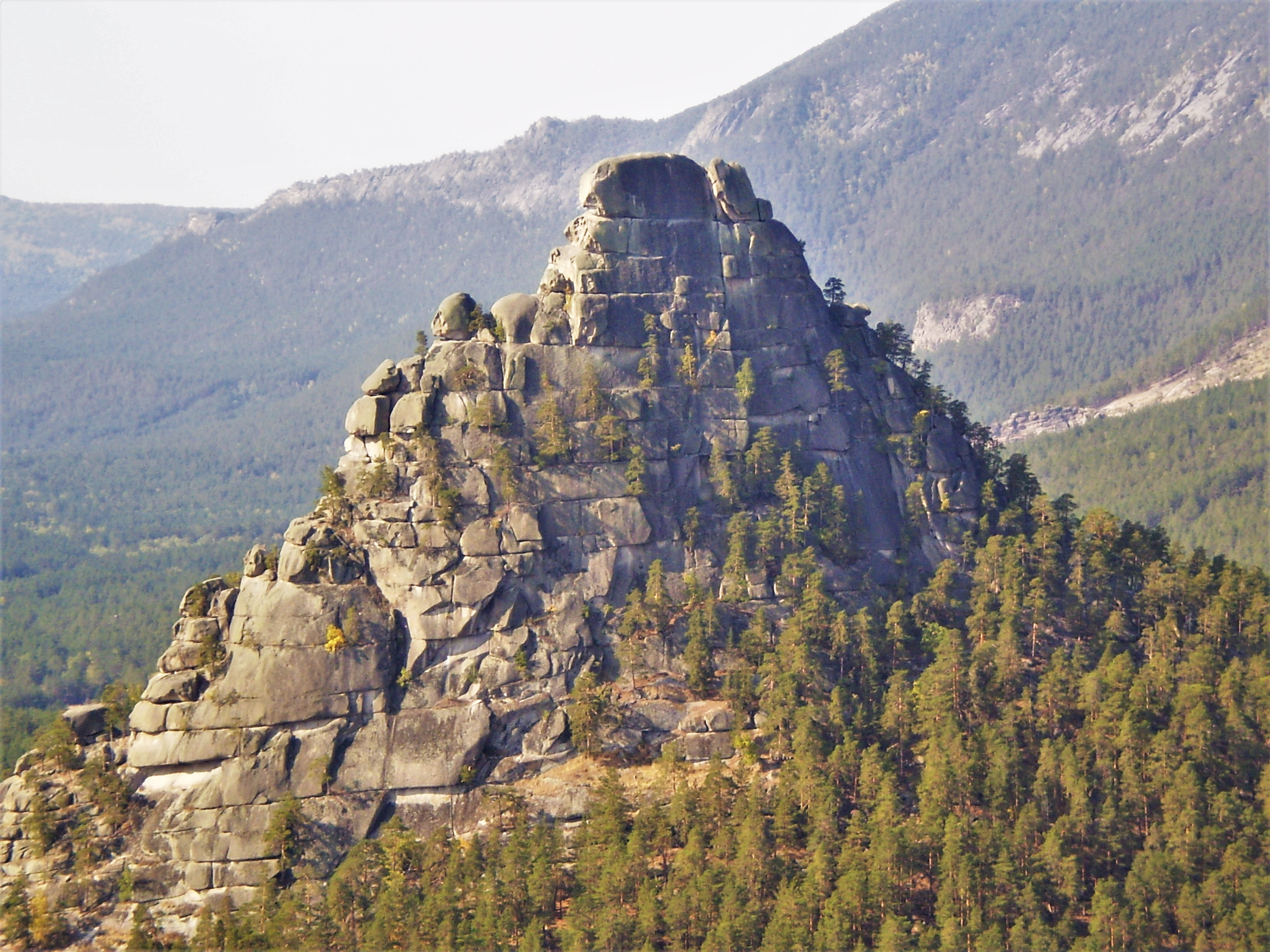
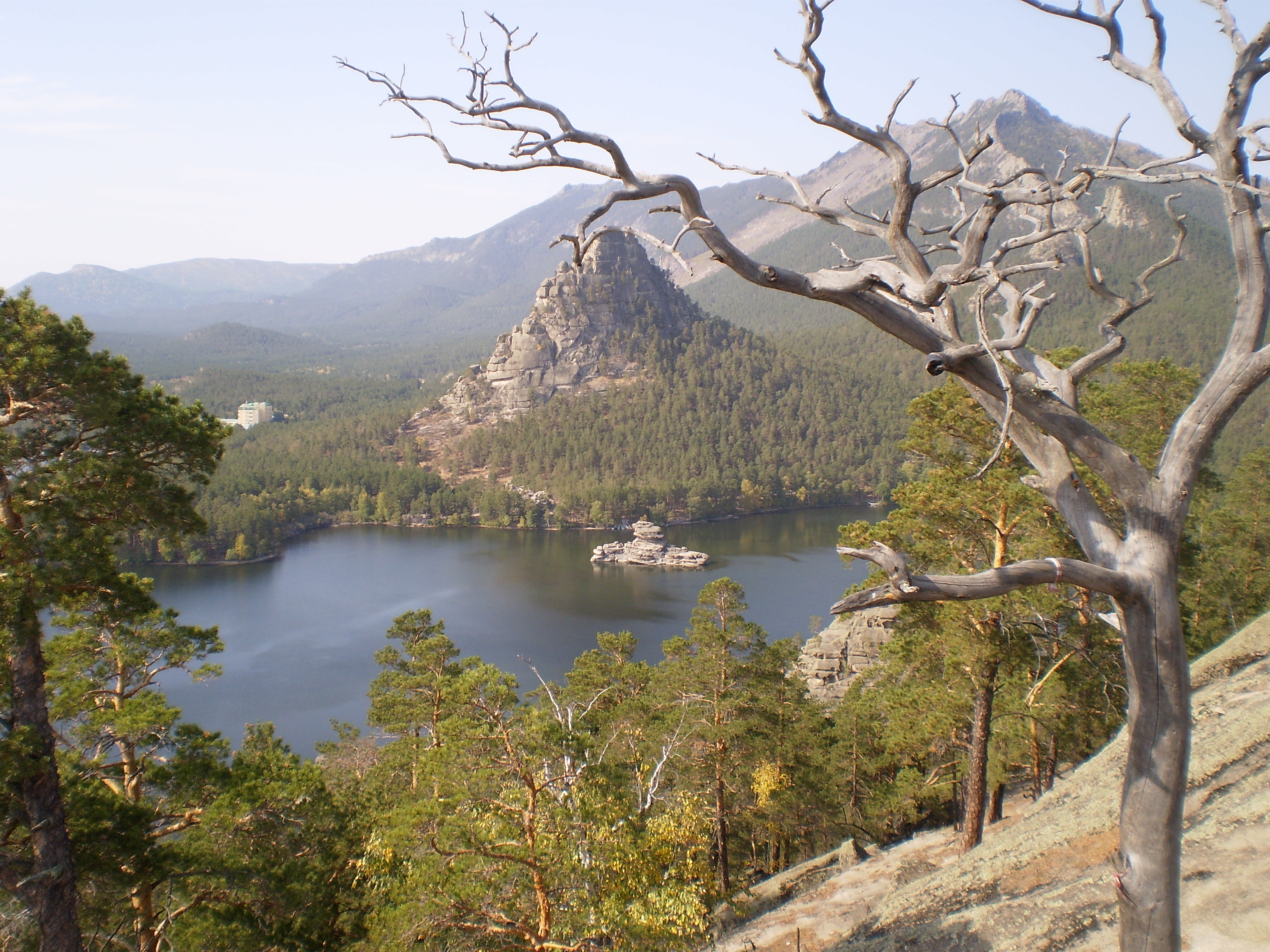
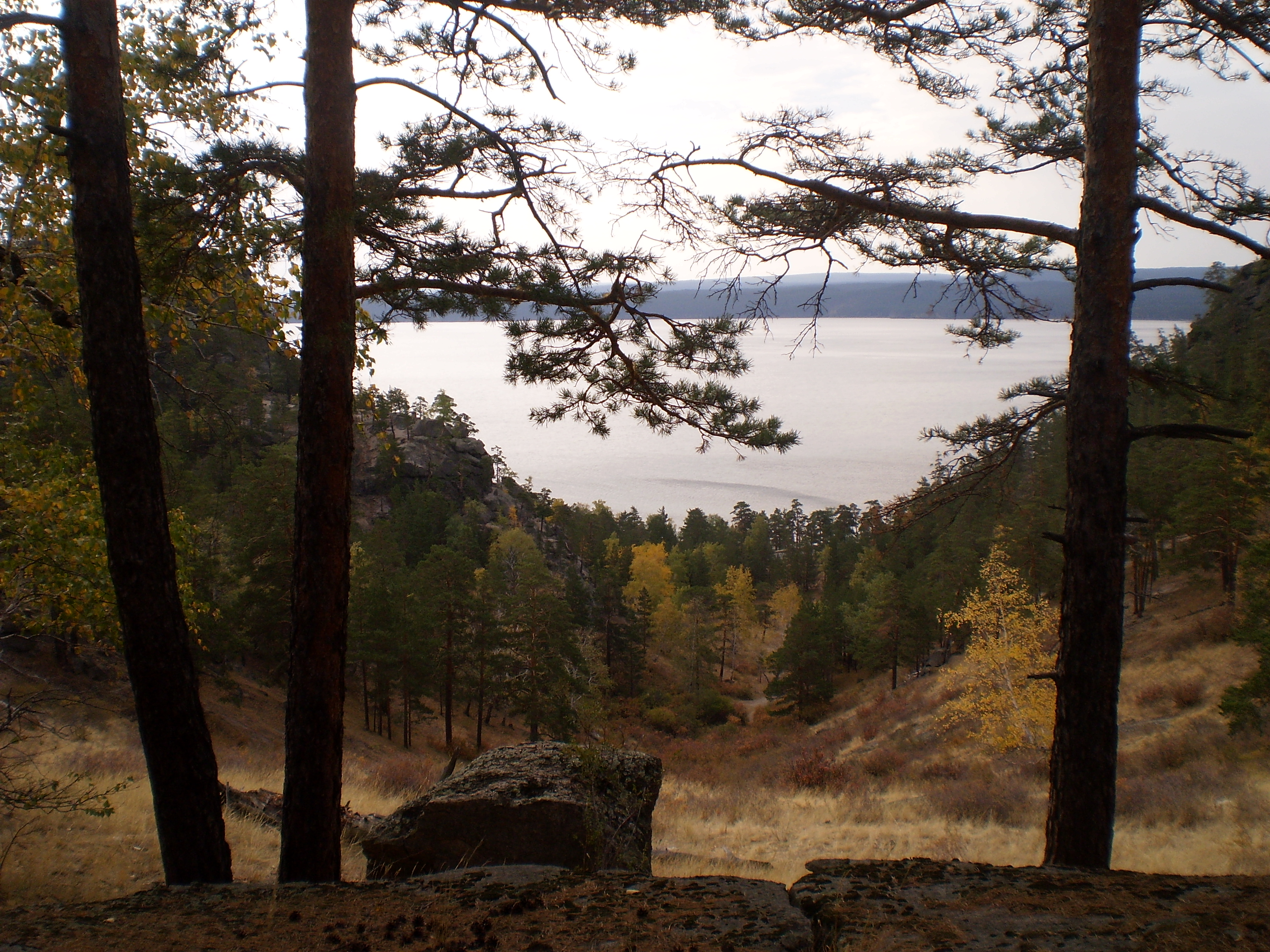
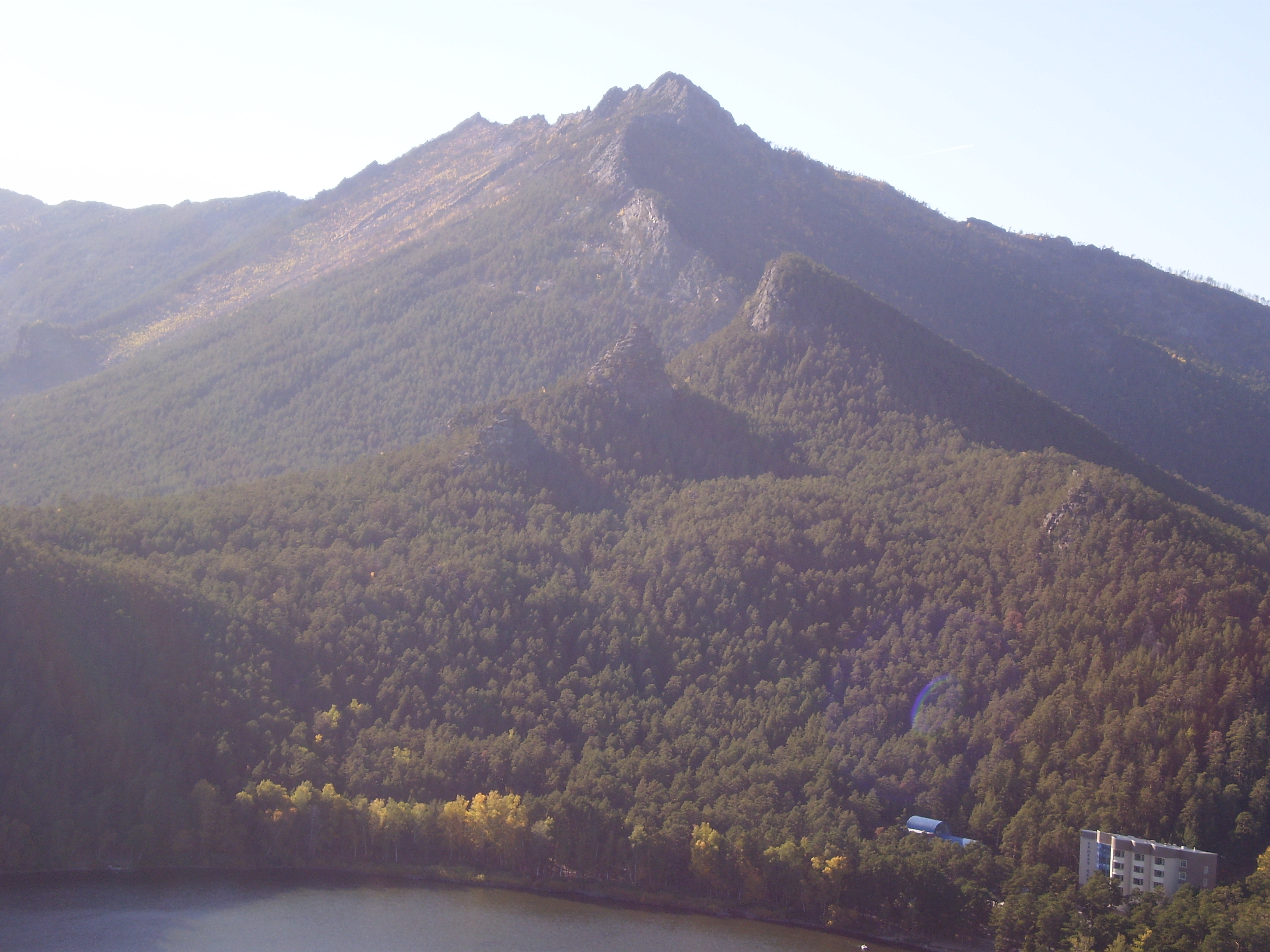
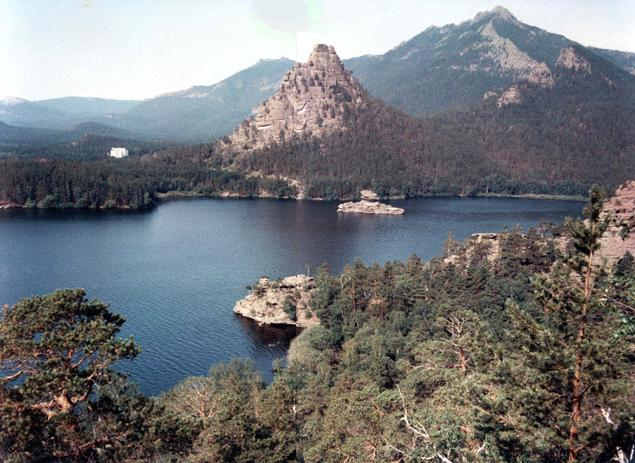
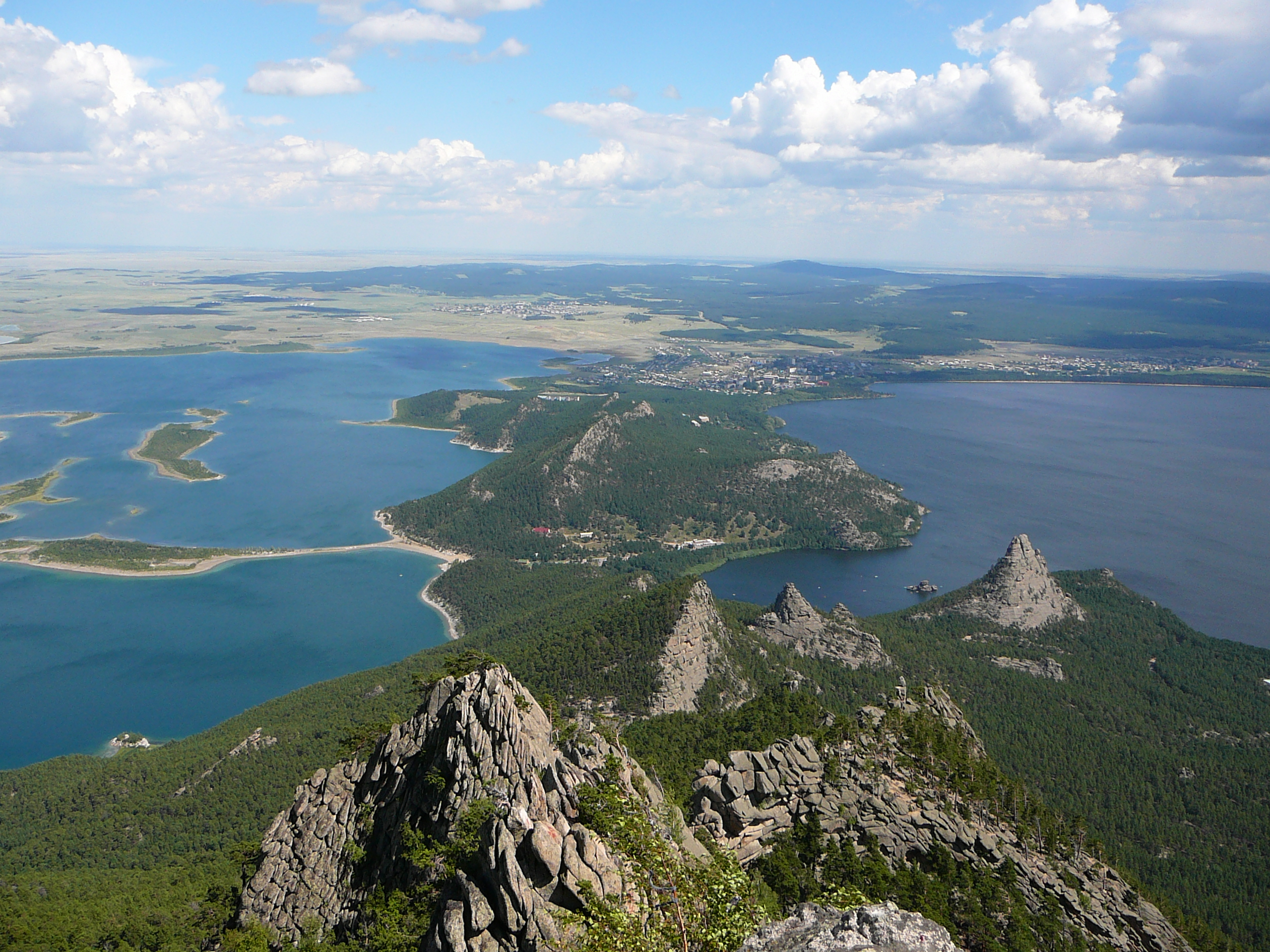